# OKD
OKD est une entreprise tchèque d'extraction de charbon. Elle appartient à New World Resources.